# Vagabond (banda)
Vagabond era un grupo de rock procedente de Noruega.

## Historia
Vagabond fue formado por los por aquel entonces exmiembros de TNT (por aquel entonces se encontraba separada) Ronni Lé Tekrø y Morty Black. En 1993 comenzaron a trabajar, y rápidamente incorporaron al exmiembro de Stage Dolls Steinar Krokstad como batería, a Dag Stokke a los teclados y al vocalista de Sons of Angels Solli. Sin embargo, tras unas pruebas la voz fue reemplazada y Jorn Lande pasó a ser el cantante.
Su primer disco, editado a través de EMI, se publicó en 1994 con un nombre homónimo al grupo. Pese a que solo en Noruega vendieron más de 10000 copias fueron despedidos de la compañía, ante lo cual tuvieron que buscarse un nuevo sello que finalmente sería la casa discográfica japonesa Victor Records. Su segundo disco, "A Huge Fan of Life", fue publicado en toda Europa con el sello propio de la banda.
A pesar de que las cosas no iban mal en 1996 el grupo TNT volvió a la carretera, por lo que Vagabond dejó de existir.

## Formación
- Jørn Lande - voz
- Dag Stokke - teclados, coros.
- Ronni Lé Tekrø - guitarra, coros.
- Steinar Krokstad - batería, coros.
- Morty Black - bajo, coros.

## Discografía

### Estudio
- Vagabond (1994)
- A Huge Fan of Life (1995)

- Datos: Q7463676